# Cyrtodactylus wetariensis
Espèce
Synonymes
- Gymnodactylus wetariensis Dunn, 1927

Statut de conservation UICN

 DD  : Données insuffisantes
Cyrtodactylus wetariensis est une espèce de geckos de la famille des Gekkonidae.

## Répartition
Cette espèce est endémique de Wetar dans les Moluques en Indonésie.

## Étymologie
Son nom d'espèce, composé de wetar et du suffixe latin -ensis, « qui vit dans, qui habite », lui a été donné en référence au lieu de sa découverte.

## Publication originale
- Dunn, 1927 : Results of the Douglas Burden expedition to the island of Komodo. 3. Lizards from the East Indies. American Museum Novitates, n. 288, p. 1-13 (texte intégral).